# Bernhard A. Koch

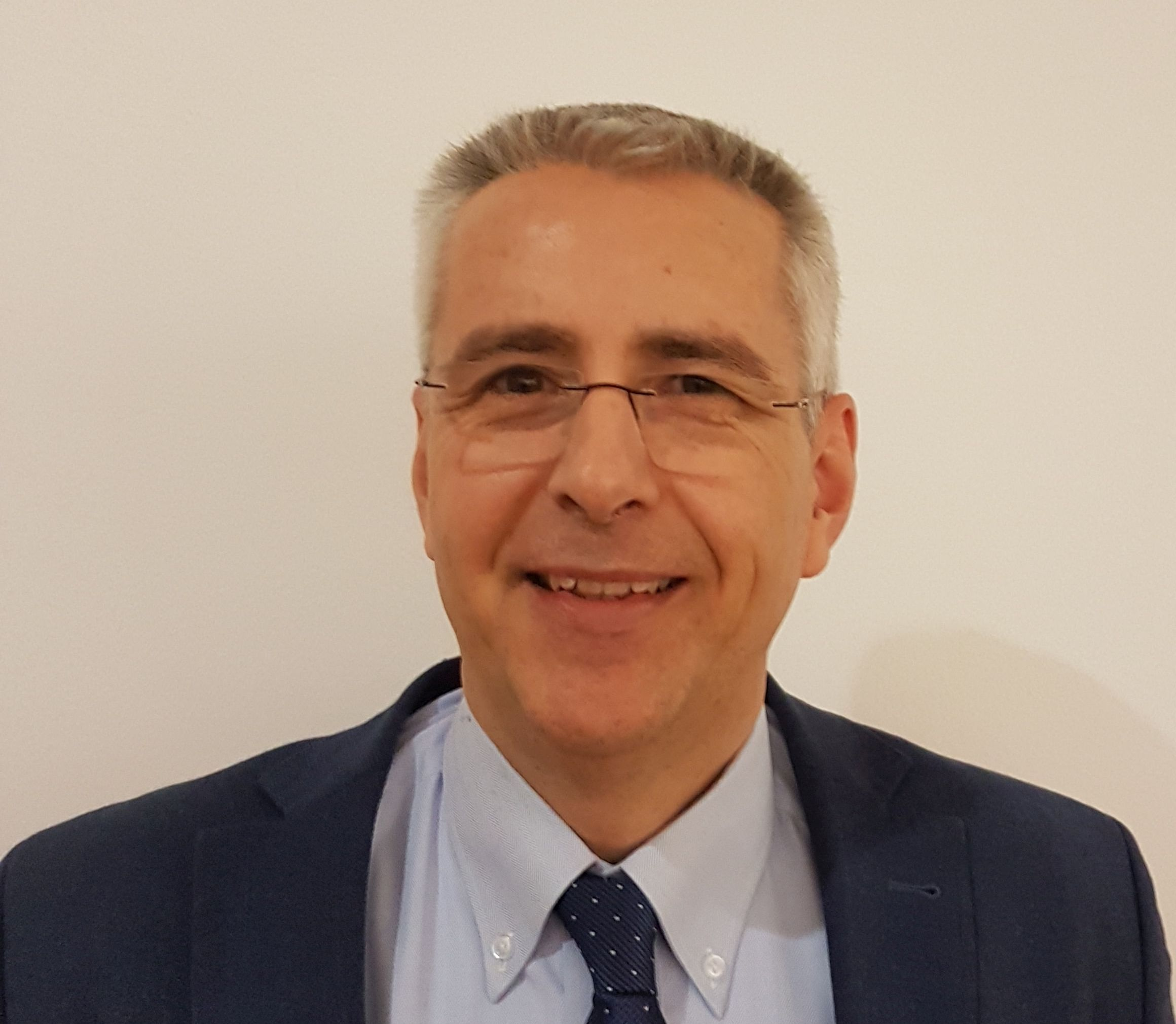
Bernhard A. Koch (2020)

Bernhard A. Koch (Bernhard Alexander Koch, * 1966 in Feldkirch) ist ein Rechtswissenschaftler und Universitätsprofessor am Institut für Zivilrecht der Universität Innsbruck. Fachlicher Schwerpunkt seiner Tätigkeit ist das österreichische, deutsche, europäische und internationale Privatrecht, die Rechtsvergleichung, insbesondere im Bereich des Schadenersatzrechtes, des Liegenschaftsrechtes und des Eherechts.

## Leben
Bernhard A. Koch wurde in Feldkirch (Vorarlberg, Österreich) geboren, ist dort aufgewachsen und zur Schule gegangen.

## Ausbildung
Von 1984 bis 1989 absolvierte er das Diplomstudium der Rechtswissenschaften an der Universität Innsbruck und schloss dieses 1989 mit dem Titel Magister iuris ab. Anschließend folgte das Doktoratsstudium der Rechtswissenschaften an der Universität Tübingen (Deutschland), welches er 1992 mit dem Doctor juris (summa cum laude) abschloss (Dissertation: Die Sachhaftung : Beiträge zu einer Neuabgrenzung der sogenannten Gefährdungshaftung im System des Haftungsrechts). 1992 bis 1993 absolvierte er ein Post-graduate-Studium der Rechtswissenschaften an der University of Michigan, Ann Arbor, USA, welches er mit einem Master of Laws abschloss.
1998 habilitierte er in den Fächern Bürgerliches Recht und Rechtsvergleichung an der Universität Innsbruck zum Thema Unterlassungsansprüche aus mietvertraglichen Verboten : dogmatische Grundlagen mit Beispielen aus Deutschland und Österreich im Vergleich mit den USA.

## Beruflicher Werdegang
Bernhard A. Koch war von 1985 bis 1989 Studienassistent am Institut für Römisches Recht an der Universität Innsbruck und von 1990 bis 1992 dort Vertragsassistent. 1990/1991 war er Rechtspraktikant am Bezirks- und Landesgericht Innsbruck. Von 1993 bis 1999 wieder als Universitätsassistent am Institut für Römisches Recht und von 1999 bis 2003 dort auch Universitätsdozent. 2001 wurde er beurlaubt und wechselte bis 2002 an das Europäische Zentrum für Schadenersatz- und Versicherungsrecht (ECTIL) nach Wien. Von 2002 bis 2003 war er bei der Forschungsstelle für Europäisches Schadenersatzrecht an der Österreichischen Akademie der Wissenschaften in Wien. Von 2004 bis 2010 stellvertretender Direktor des Instituts für Europäisches Schadenersatzrecht der Österreichischen Akademie der Wissenschaften.
Seit 2003 ist er Universitätsprofessor in der Nachfolge von Heinrich Mayrhofer am Institut für Zivilrecht an der Universität in Innsbruck.

## Sonstige Tätigkeiten
Seit 2008 ist Bernhard A. Koch Consejo Asesor Internacional der spanischen Revista de Derecho Privado. Seit 2010 ist er Deputy General Editor des Journal of European Tort Law. 2010 bis 2013 war Bernhard A. Koch Visiting External Examiner an der Universität Malta. Seit 2012 Mitglied des Supervisory Boards des European Centre of Tort and Insurance Law (ECTIL). Seit 2013 ist er wissenschaftlicher Leiter des Universitätslehrganges für Medizinrecht. Seit 2018 ist er Mitglied der Expert Group on Liability and New Technologies (New Technologies Formation) bei der Europäischen Kommission. Seit 2022 lehrt er auch als Gastprofessor an der Université Jean Moulin Lyon III.

## Mitgliedschaften
Er ist Mitglied:
- der European Group on Tort Law[5],
- des European Centre of Tort and Insurance Law[6],
- der Europäische Akademie der Wissenschaften und Künste und
- der Gesellschaft für Rechtsvergleichung sowie
- der Zivilrechtslehrervereinigung,
- des Österreichischen Juristentag und
- der Tiroler Juristischen Gesellschaft.

## Publikationen
Er ist Autor zahlreicher Fachpublikationen zu nationalen, europäischem und vergleichenden Zivilrecht. Die folgenden Publikationen sind eine Auswahl.

### Monographien
- Bernhard A. Koch: Unterlassungsansprüche aus mietvertraglichen Verboten : dogmatische Grundlagen mit Beispielen aus Deutschland und Österreich im Vergleich mit den USA, Berlin 1999, Duncker und Humblot, Habilitationsschrift, ISBN 978-3-428-09678-7.
- Bernhard A. Koch: Unterlassungsklagen im US-amerikanischen Leistungsstörungsrecht : ein Länderbericht zur Lehre vom Equitable Relief, Berlin 1996, Duncker und Humblot, ISBN 978-3-428-08564-4.
- Bernhard A. Koch: Die Sachhaftung : Beiträge zu einer Neuabgrenzung der sogenannten Gefährdungshaftung im System des Haftungsrechts, Berlin/Tübingen 1992, Duncker und Humblot, Dissertation, ISBN 978-3-428-07533-1.

### Sonstige Publikationen
- Helmut Koziol, Peter Apathy, Bernhard A. Koch: Österreichisches Haftpflichtrecht, Band III: Gefährdungs-, Produkt- und Eingriffshaftung, 3. Auflage. Wien 2014, Jan Sramek Verlag.
- Bernhard A. Koch (Hrsg.): Arzthaftung in Europa : ausgewählte Rechtsordnungen im Vergleich, Berlin 2012, ABW Wissenschaftlicher Verlag, ISBN 978-3-940615-35-0.
- Bernhard A. Koch (Hrsg.): Medical liability in Europe : a comparison of selected jurisdictions, Berlin 2011, European Centre of Tort and Insurance Law; Austrian Academy of Sciences, Institut für European Tort Law, De Gruyter, ISBN 978-3-11-026010-6.
- Bénédict Winiger, Helmut Koziol, Bernhard A. Koch und Reinhard Zimmermann (Hrsg.): Digest of European Tort Law, Band 2: Essential Cases on Damage, Berlin 2011, De Gruyter Verlag, ISBN 978-3-11-024848-7.
- Bernhard A. Koch (Hrsg.): Damage caused by genetically modified organisms : comparative survey of redress options for harm to persons, property or the environment, Berlin / New York 2010, De Gruyter, ISBN 978-3-89949-811-0.
- Bénédict Winiger, Helmut Koziol, Bernhard A. Koch und Reinhard Zimmermann (Hrsg.): Digest of European Tort Law, Band 1: Essential Cases on Natural Causation, Wien 2007, Verlag Österreich, ISBN 978-3-211-36957-9.